# Brachystelma pellacibellum
Brachystelma pellacibellum är en oleanderväxtart som beskrevs av Leonard Eric Newton. Brachystelma pellacibellum ingår i släktet Brachystelma och familjen oleanderväxter. Inga underarter finns listade i Catalogue of Life.